# Hexentanzplatz (Harz)

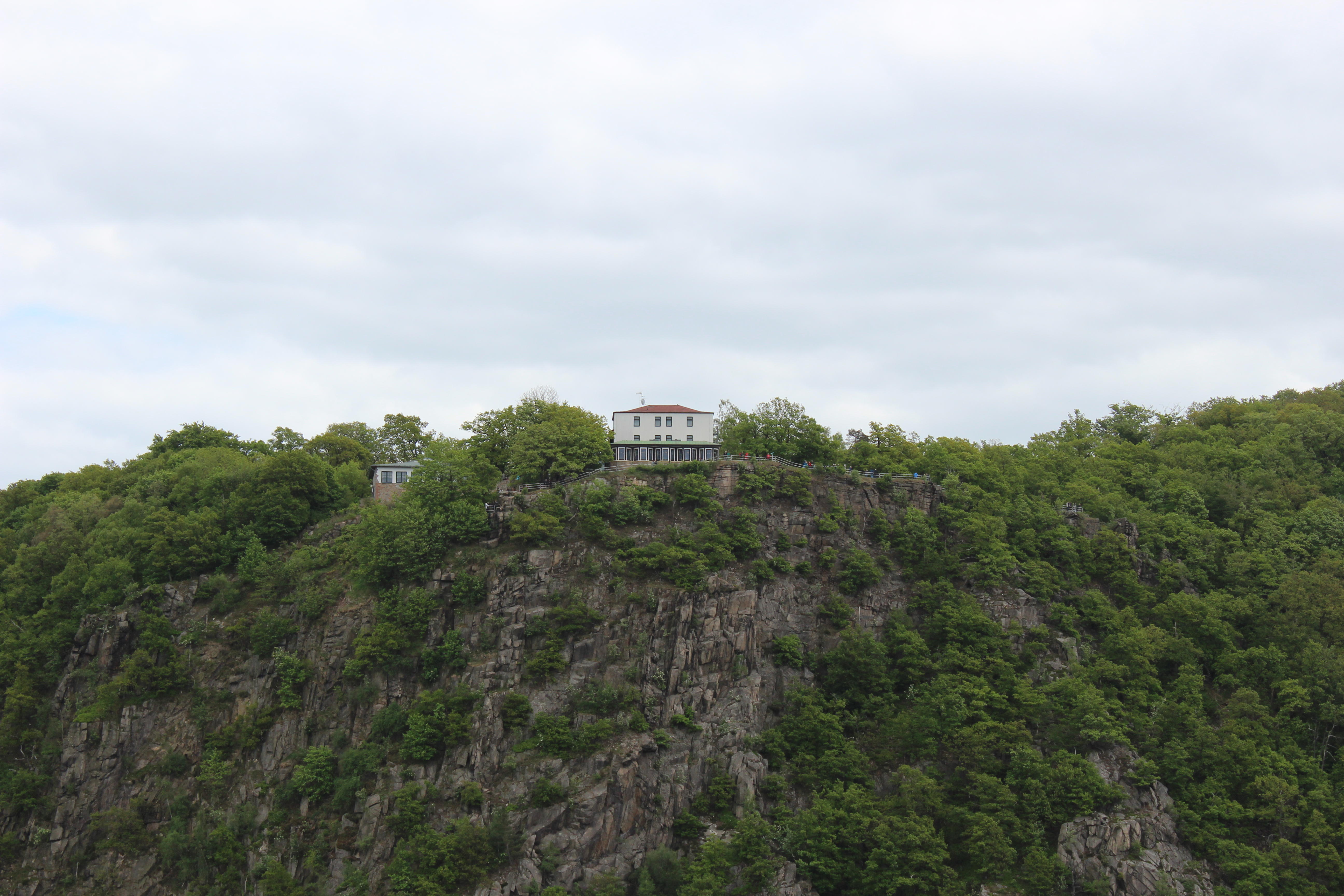
Blick zum Hexentanzplatz

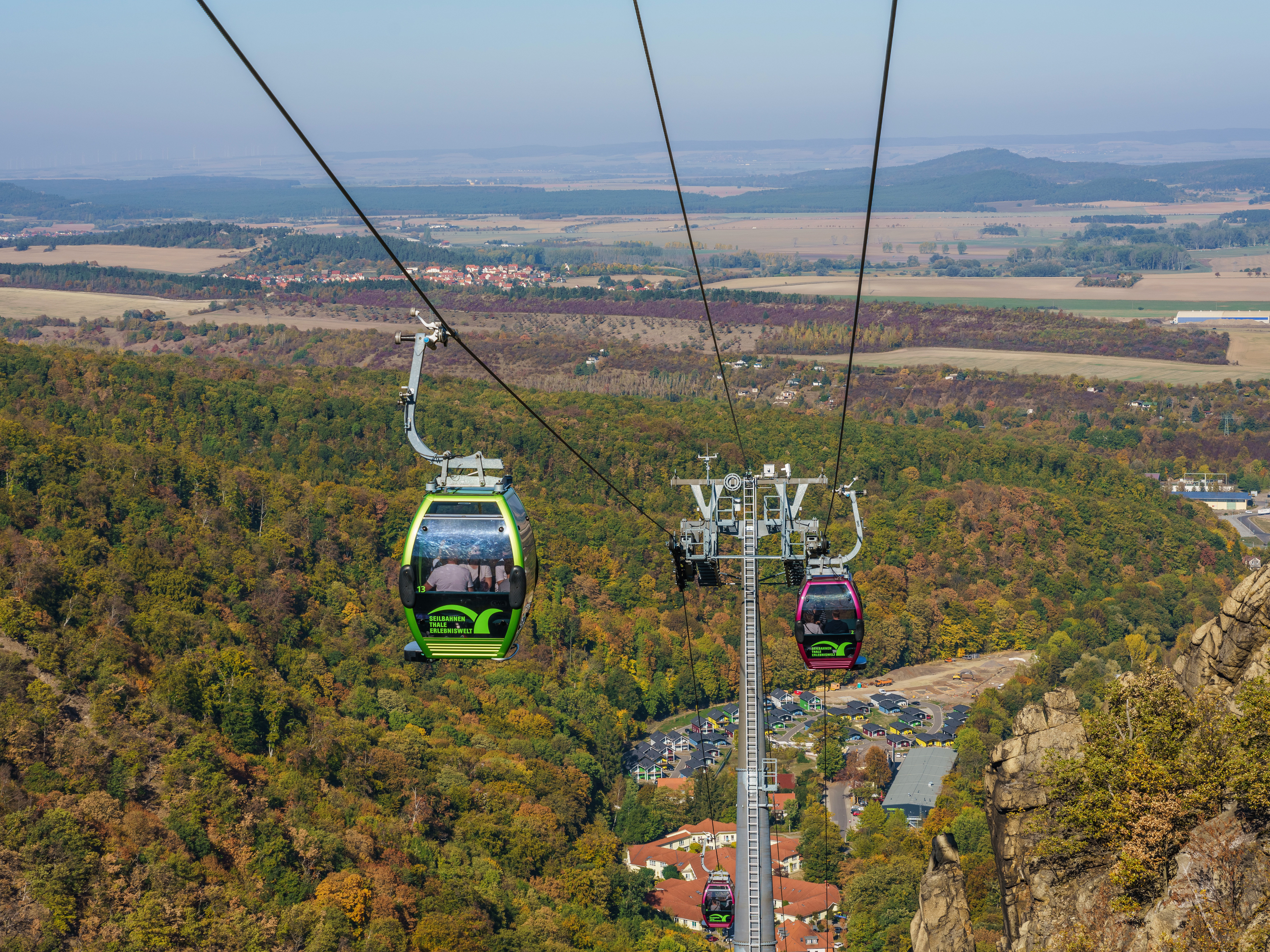
Seilbahn zum Hexentanzplatz

Der Hexentanzplatz ist ein Plateau (454 m ü. NHN), das hoch über dem Bodetal im Harz gegenüber der Roßtrappe in Sachsen-Anhalt gelegen ist.

## Geographie und Geschichte
Die Bodetal-Seilbahn führt von Thale aus zum Hexentanzplatz. Dort befindet sich auch das Harzer Bergtheater Thale, eines der ältesten Naturtheater Deutschlands, mit 1.350 Plätzen, das 1903 von Ernst Wachler gegründet wurde. Das Theater wurde von 2022 bis 2024 auf 1.900 Plätze ausgebaut und modernisiert.

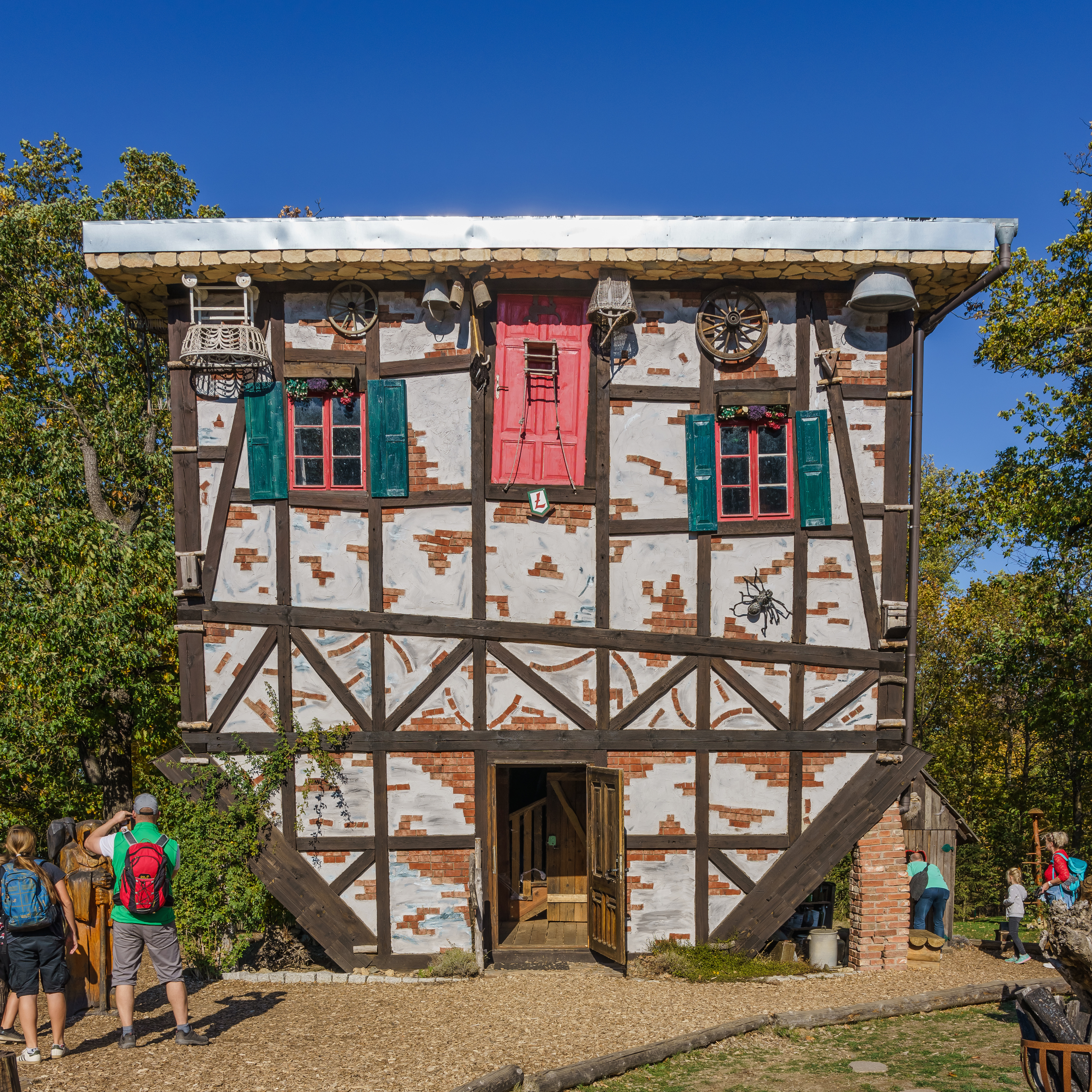
Das „Hexenhaus“

Im Museum in der Walpurgishalle, welche auf Anregung des Malers Hermann Hendrich erbaut wurde, werden die Sagenwelt des Harzes und Szenen aus Goethes Faust lebendig. Darin ist auch ein Opferstein mit germanischen Schriftzeichen ausgestellt, der an alte Fruchtbarkeitsriten erinnert.
Über den Hexentanzplatz ziehen sich Reste des Sachsenwalles. Dabei handelt es sich um eine 150 m lange Trockenmauer aus Granitsteinen von einst 2 m Höhe. Sie wurde etwa 750 bis 450 v. Chr. errichtet. Die Mauer schirmte Teile des erhöhten Geländes des Hexentanzplatzes ab und diente vermutlich als Fliehburg.
Außerdem befindet sich dort seit 1973 der Tierpark Hexentanzplatz, der die Artenvielfalt der Harzregion mit über 60 verschiedenen Tierarten repräsentiert. Der Alpine-Coaster Harzbob führt auf aufgeständerten Rohrschienen durch den Wald.
Unweit des Bergtheaters steht das Erlebnismuseum HARZEUM. Der Museumsneubau befindet sich auf dem ehemaligen Gelände der Walpurgisgaststätte. HARZEUM ist eine Wortschöpfung aus den Begriffen Harz und Museum.
Unterhalb des Bergtheaters liegt die Homburgswarte, ein Aussichtsturm.
Der Hexentanzplatz ist angeblich auch ein altsächsischer Kultort, an dem v. a. in der Nacht zum 1. Mai zur Verehrung der sogenannten Hagedisen (Wald- und Berggöttinnen) Feste abgehalten wurden. Der Ort wurde erst nach dem Verbot des Kultes durch die zugewanderten christlichen Franken zum Hexentanzplatz. Der Überlieferung nach wurde der Platz, zur Kontrolle des Verbots, von fränkischen Soldaten bewacht, die von als Hexen verkleideten und auf Besen anreitenden Sachsen verjagt wurden. Ein weiterer alter Kultplatz der Sachsen befindet sich auf dem Brocken.
Noch bis in das 19. Jahrhundert findet sich auch die Bezeichnung Teufelstanzplatz.
Seit der Mitte des 19. Jahrhunderts gibt es am Hexentanzplatz das gleichnamige Berghotel mit Restaurant und Biergarten. Heute sind hier auch einige Souvenir-Geschäfte dazu gekommen. Auf dem Großparkplatz mit Stromtankstelle wurde 2022 ein Parkdeck gebaut. Damit stehen nun 750 Parkplätze zur Verfügung, zuvor waren es 480 Stellplätze für Autos und 12 für Busse.
2024 wurde das Hexendorf, das Highlight des neuen Hexentanzplatzes, eröffnet. Ein windschiefer Turm und ein Haus, das aussieht, als habe es eine Axt gespalten, bilden den Eingang zu einer Reihe bunter und windschiefer Häuschen, in denen 17 Händler untergebracht sind. Die gesamten Umbaukosten von Hexentanzplatz und Harzer Bergtheater Thale liegen bei 27 Millionen Euro. Das Geld kommt von der EU, von Bund und Land sowie der Stadt Thale.
Auf dem Hexentanzplatz wird jedes Jahr am 30. April die Walpurgisnacht gefeiert.

Berghotel Hexentanzplatz 1860
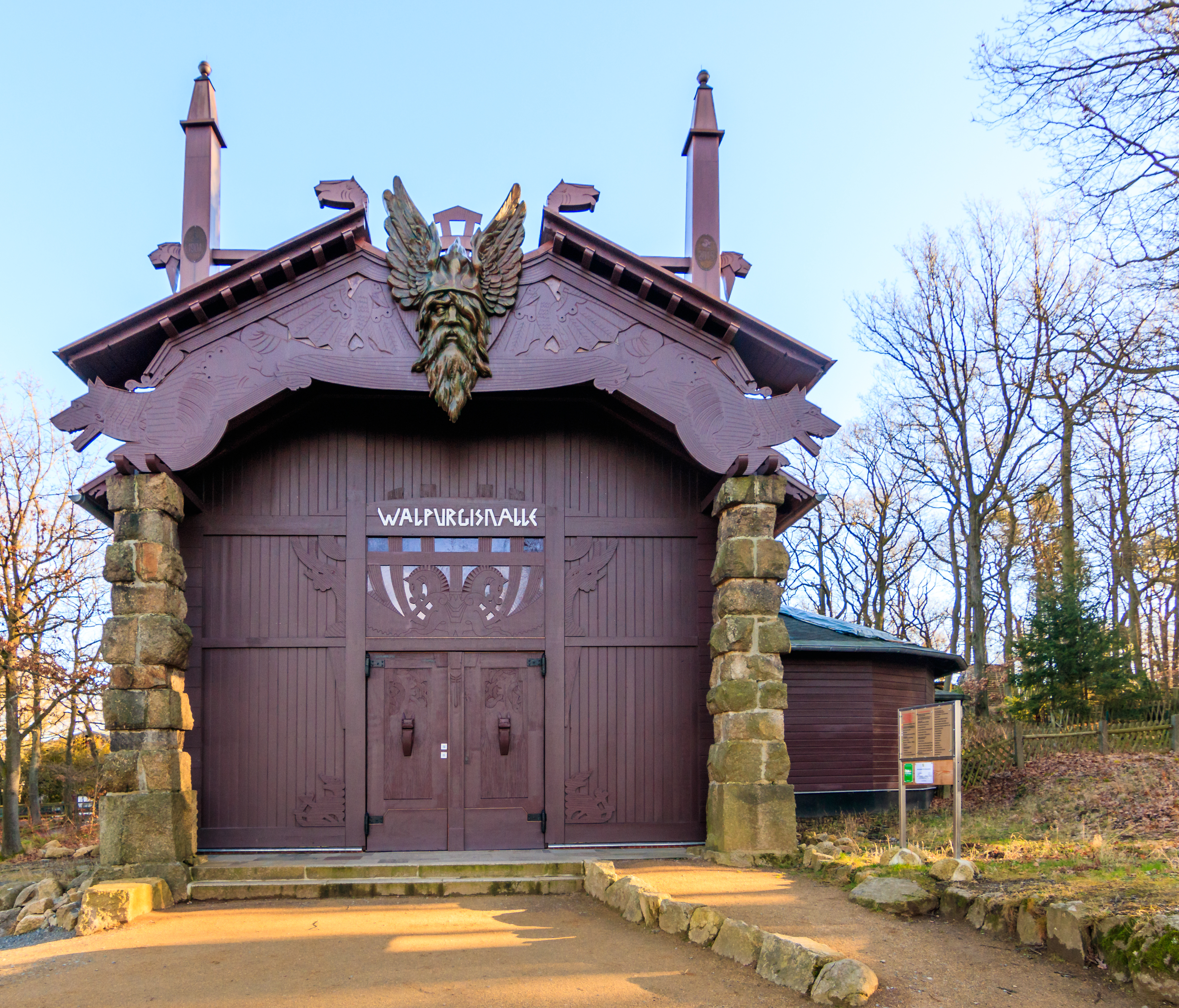
Walpurgishalle auf dem Hexentanzplatz
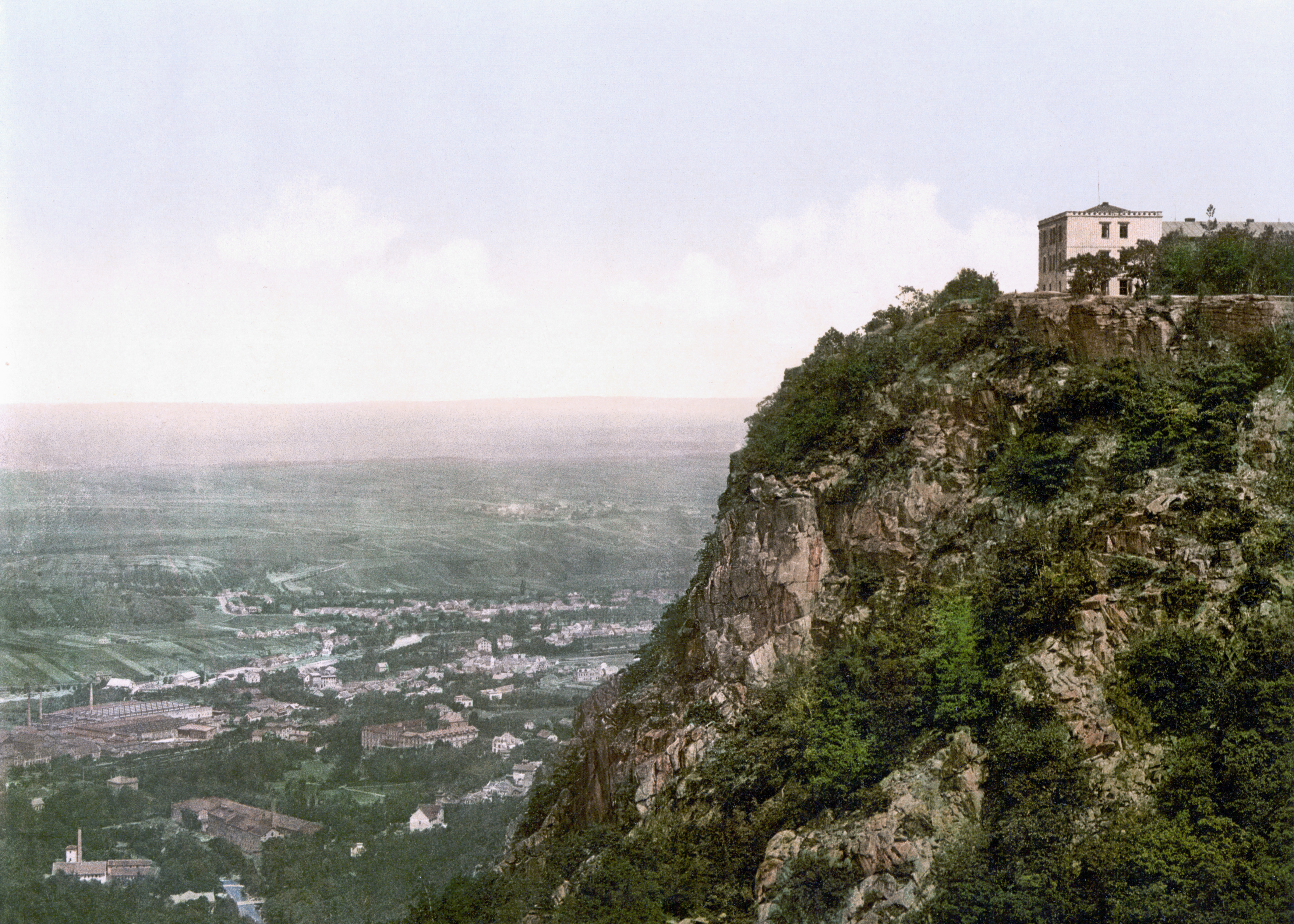
Hexentanzplatz um 1900
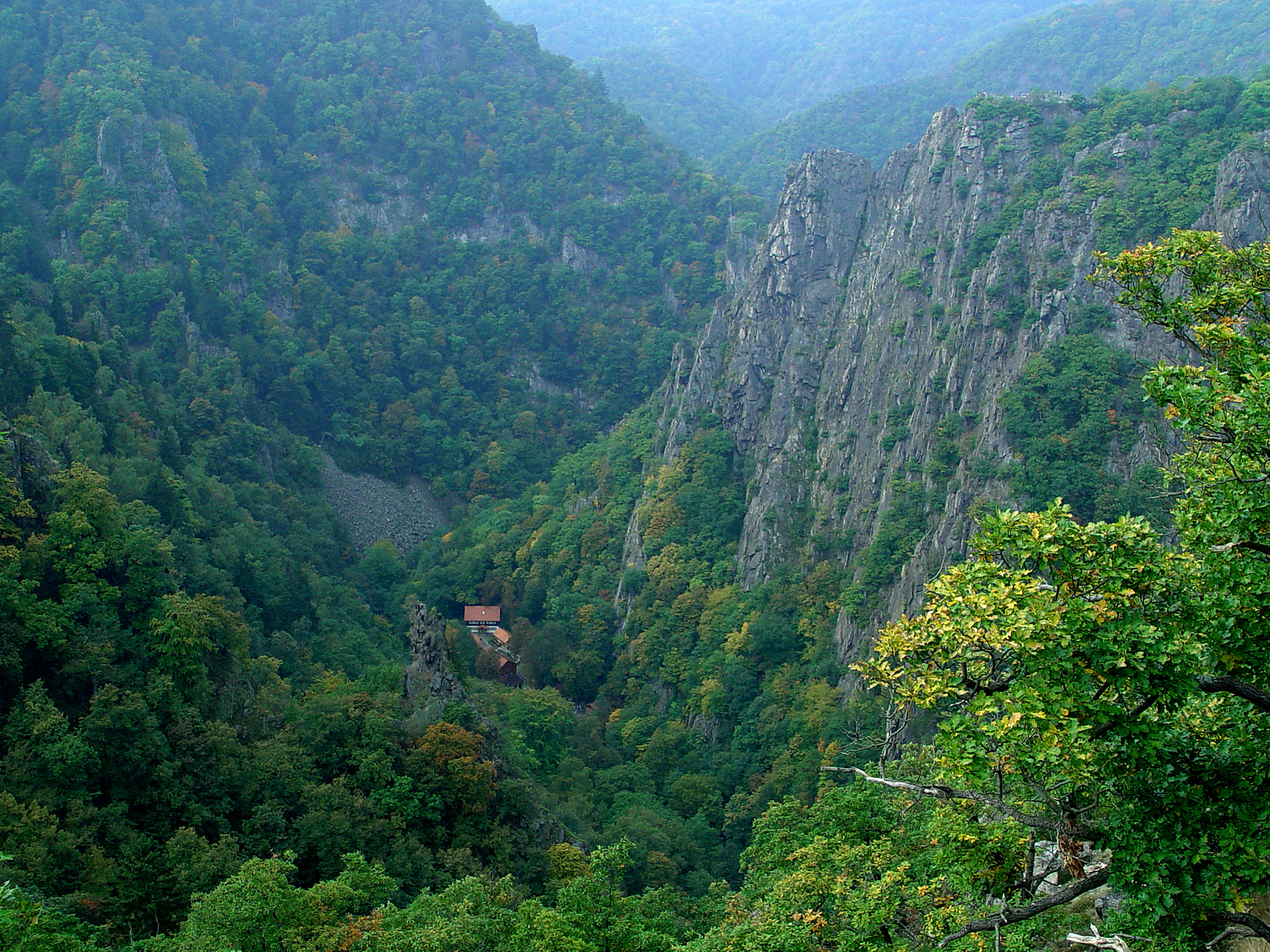
Blick vom Hexentanzplatz ins Bodetal und auf das Felsmassiv der Roßtrappe

## Figurengruppe auf dem Hexentanzplatz
Die Plastiken auf dem Hexentanzplatz stammen von Jochen Müller, Diplom-Metallgestalter aus Quedlinburg. Sie wurden am 21. April 1996 enthüllt. Die Hauptfigur in der Mitte der Kette aus Findlingen ist der Teufel. Zu seinen Füßen auf einem Stein sitzt ein Homunkulus. Die Hexengroßmutter Wadelinde versucht den Kreis des Bösen mit einem Stein zu schließen.
Eine weitere Figur, der Wegweiser zum Platz von Jochen Müller, stammt aus dem Jahre 2003.

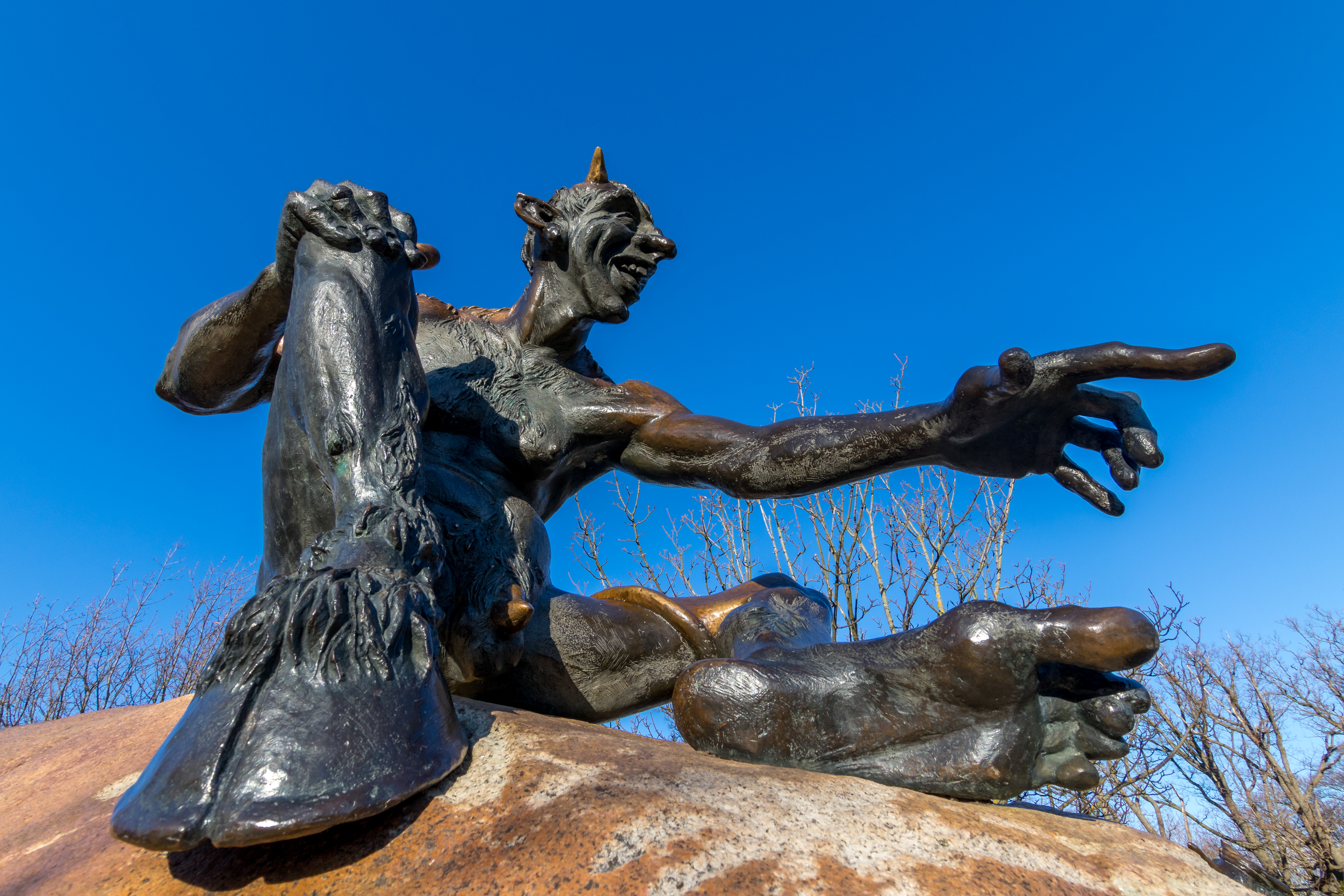
Teufel
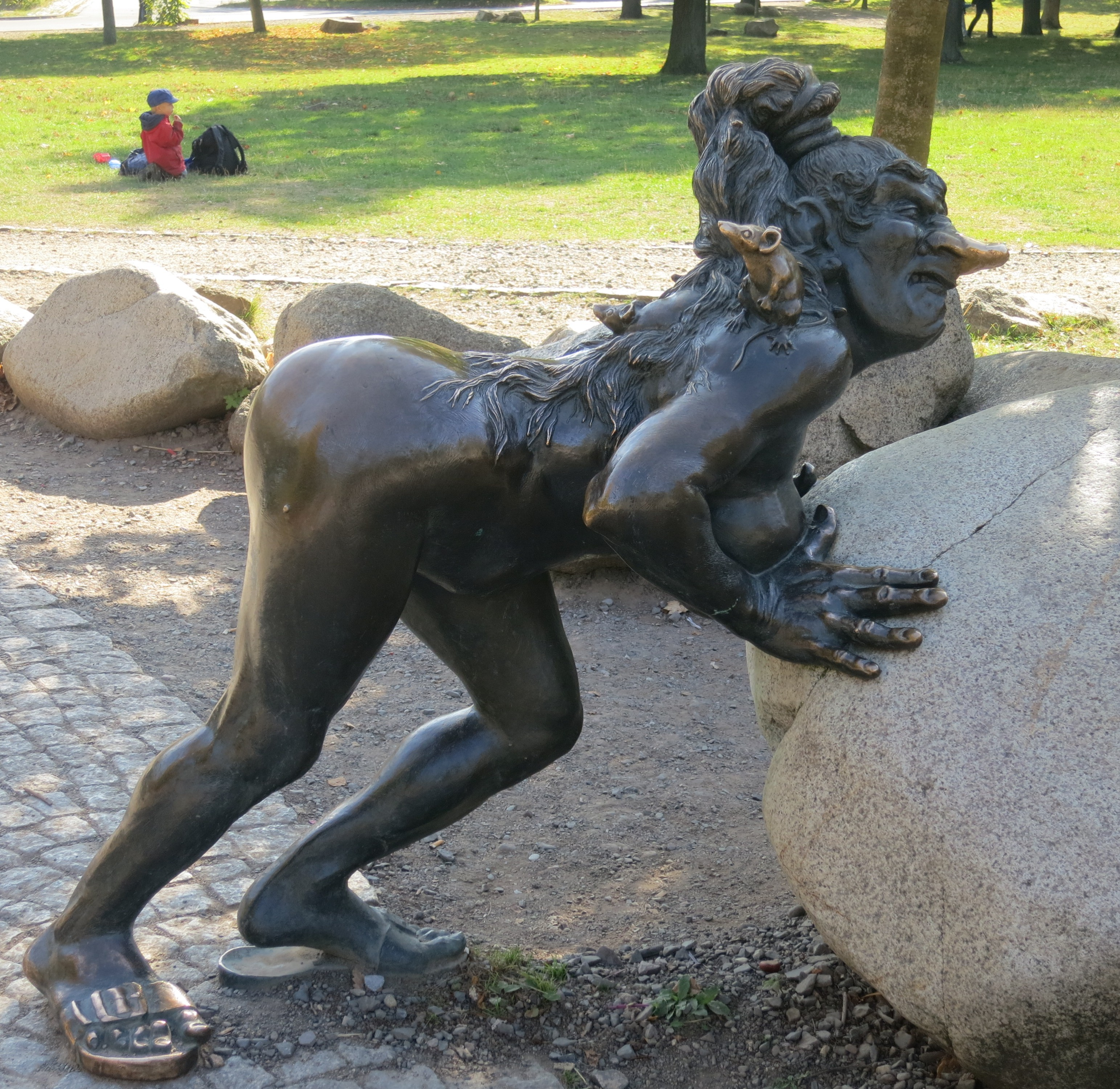
Hexe
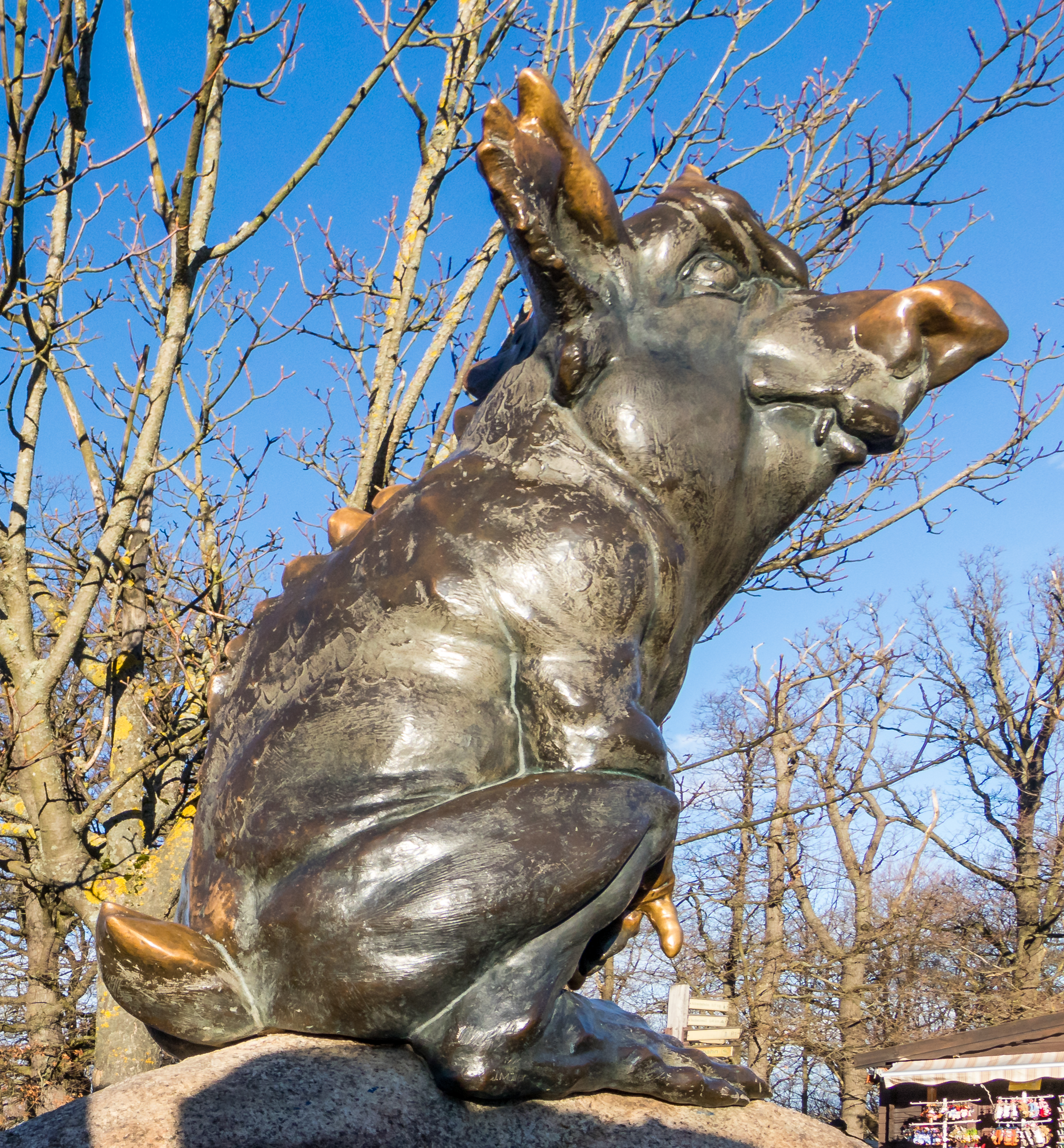
Homunkulus